# 烽火镇
烽火镇，是中华人民共和国陕西省咸陽市礼泉县下辖的一个乡镇级行政单位。

## 行政区划
烽火镇下辖以下地区：
徐家村、刘家村、塬上村、新城村、东西沟村、兴隆村、烽火村、崖底王村、崖底高村、郭村、王堡村、苏虎村、小应村、跃马村、小屯村、南屯村、新庄村、西庄子村、东风村、红卫村和沿河村。